# Théâtre Grévin
Pour les articles homonymes, voir Grévin.
Le théâtre Grévin, d'abord appelé le joli théâtre puis le Nouveau théâtre, est une salle de spectacle parisienne qui est située au 10 boulevard Montmartre dans le 9e arrondissement, au cœur du musée Grévin.
Elle donne sur le passage Jouffroy.
Le site est desservi par la station de métro Grands Boulevards.

## Histoire
En 1886, quatre ans après son ouverture au public, le musée Grévin inaugure dans la galerie du premier étage Le Cabinet fantastique,, une salle de spectacle dédiée au divertissement scientifique et à la démystification du spiritisme sous l'impulsion de l'illusionniste Carmelli[réf. nécessaire] qui en sera un opérateur régulier avant d'inaugurer son propre théâtre à Troyes le 8 mars 1903
Exploitée à ses débuts par les illusionnistes Marga, et Dicksonn[réf. souhaitée], la direction en est confiée en 1888 au jeune illusionniste Anderson qui y produit des spectacles qui mêlent science, prestidigitation et mediumnisme et dont l'objectif est d'expliciter les trucages des tours de magie. Anderson cède la direction du Cabinet fantastique en 1892 pour partir en tournée en France, et des grands noms de la prestidigitation de l'époque se succéderont au Cabinet fantastique jusqu'à sa fermeture.
Malgré l'intérêt du public, l'exploitation de la salle est arrêtée en 1896, mais le musée maintient les tournées Cabinet fantastique qui parcourent la France sous différents noms,,.
En 1900, le site est réorganisé sous la direction du mécène Gabriel Thomas par l'architecte Eugène-Émile Esnault-Pelterie en un ensemble qui regroupe le musée Grévin, la Coupole et la salle des Colonnes, complété du Palais des mirages en 1906.
Durant ces travaux, la reconversion du Cabinet fantastique en une salle de théâtre est confiée à l'architecte Gustave Rives
Gabriel Thomas, en promoteur enthousiaste, prend la direction administrative du musée Grévin de 1901 à sa mort en 1932. Il cumule ce poste avec celui d'administrateur principal de la Tour Eiffel.
C'est l'acteur et le directeur des théâtres de l'Athénée et des folies dramatiques Abel Deval qui se voit confier la direction du théâtre en 1901,, mais c'est Gustave Quinson, acteur et propriétaire de nombreux théâtres parisiens qui en prend effectivement la direction de 1904 à 1912 avant de prendre en charge la rénovation et la direction du théâtre du Palais-Royal,,.
Il semble que le poste de direction du théâtre Grévin est supprimé à la suite du départ de Gustave Quinson vers 1912. Malgré une ultime reprise de l'activité théâtrale par Irénée Mauget pour la saison 1921-1922 sous le nom de Nouveau-Théâtre, la  création et la direction d'acteurs est arrêtée et la gestion de la programmation est assurée au service des intérêts du musée Grévin.
S'il évoque aujourd'hui le souvenir des fantasmagories des illusionnistes du XIXe siècle, le théâtre Grévin propose en 1900 une programmation avant tout familiale, principalement de la revue et du théâtre grand public,,. Jusqu'en 1912, La reconnaissance professionnelle s'intensifie,, et le lieu est confirmé comme un théâtre classique.
Partagé entre son appartenance au complexe Grévin et la volonté de ses administrateurs de le faire exister comme un théâtre à part entière, il change plusieurs fois de nom et s'appelle successivement le Joli théâtre ou le Joli théâtre Grévin, le Théâtre Grévin puis le Nouveau théâtre en 1921, il conservera finalement le nom de Théâtre Grévin, rattrapé par le succès du musée auquel il reste si naturellement associée.
Contrairement à une idée reçue, l'illusionniste Georges Méliès est rattaché techniquement au théâtre Robert-Houdin qu'il acquiert en 1888 et il ne se produit pas au cabinet fantastique ou au théâtre-Grévin de 1888 à 1923, date à laquelle il fait faillite. Il n'est pas attesté aujourd'hui qu'il ait pu y faire ses débuts entre 1886 et 1888.
La programmation « spectacle » du musée Grévin - La prestidigitation, les projections - , qui n'a jamais cessé mais qui fut un temps délocalisée ailleurs dans le bâtiment, reprend progressivement possession de la salle de théâtre, notamment avec l'illusionniste Okati en 1937.
À partir de cette époque, de très nombreux artistes prestidigitateurs vont s'y produire à nouveau, tels qu'Annie Bert, Viviane Mireldo, Odips, René Septembre, Yves de Saint Lary, Garcimore, Claude Ayrens, Jean Davis, Claude Kapp, Marcalbert, Otto Wessely, Michael Vadini, Stéphane Galli, Alpha, Pierre Switon, Marcantoine, Gilles Weiss, Teddy Mills, Floridor, Primo Grotti, Réginald et Myriam, Serrano, Gérard Matis, Danilsen, Peter Din, Othello et Péplum, Salvano, Jean-Pierre Link.
Des spectacles y sont donnés de 1984 à 2000. Depuis, il accueille des personnages de cire.
La salle est aujourd'hui inscrite à l’inventaire des monuments historiques, notamment en raison de son rideau de scène, une toile originale du célèbre affichiste Jules Chéret représentant des personnages de la Commedia dell'Arte ainsi qu'à un haut-relief intitulé Les Nuées signé Antoine Bourdelle sur son fronton,.
Elle offre 210 places assises et accueille des représentations théâtrales, des récitals, des conférences de presse, des conventions et des projections.
Le contre-ténor français Philippe Jaroussky y donna son premier récital le 14 novembre 1999, sous l'égide du producteur Philippe Maillard.

## Confusion avec un autre théâtre
Le Petit Casino est une salle de café-théâtre parisienne légendaire qui fut active de 1893 à 1947.
Située depuis 1893 au 12 du boulevard Montmartre, elle partagera la même adresse que le Théâtre Grévin en 1907 avant de retrouver son adresse initiale en 1927.
En effet, le 10-12 boulevard Montmartre donne sur un passage et non sur une porte
Le seul témoignage d'une activité théâtrale au 10 boulevard Montmartre sur cette période ne suffit donc pas pour l'attribuer à l'un ou l'autre de ces deux théâtres.

## Anecdotes
Le producteur de cinéma Christian Fechner venait incognito se produire à la dernière séance de la journée pour y répéter un numéro de magie qui le fit connaître au championnat du monde[réf. nécessaire].